# Перетрухина, Ксения Валерьевна
Ксе́ния (Окса́на) Вале́рьевна Перетру́хина (род. 7 октября 1972, слобода Кашары, Кашарский район, Ростовская область) — современная российская художница, режиссёр, сценаристка, киновед. Жила и работала в Москве, с весны 2022 г. — в Хельсинки.

## Биография
Родилась 7 октября 1972 года в слободе Кашары Кашарского района Ростовской области.

Окончила:
- киноведческий факультет ВГИКа,
- школу современного искусства при РГГУ,
- школу современного искусства при фонде Дж. Сороса.

### Творчество

#### Проекты
- С 2002 г. арт-директор уличного фестиваля видео-арта «ПУСТО» (вместе с куратором Ириной Саминской).
  - Фестиваль просуществовал до 2009 г.

#### Театр
Работает как художница в театральных постановках режиссёров Дмитрия Волкострелова, Марата Гацалова, Георга Жено, Руслана Маликова, Михаила Угарова и других. В ряде постановок выступала также режиссёром.

##### Спектакли
«Практика»
- «Собиратель пуль», реж. Р. Маликов
- «Красная чашка. 108 минут», К. Перетрухина — режиссёр и художник, совместно с Я. Кажданом
- «Три действия по четырем картинам»
- «Летели качели», реж. М. Горвиц
- «Пограничное состояние», реж. Ю. Квятковский
- «Мороз, Красный нос», реж. М. Брусникина
- «Lorem Ipsum»

«Театр.doc»
- «Заполярная правда», реж. Г. Жено
- «Синий слесарь», реж. М. Угаров
- «Красавицы. Verbatim»

Центр драматургии и режиссуры А. Казанцева и М. Рощина
- «Ваал», реж. Г. Жено
- «Хлам», реж. М. Гацалов
- «Жизнь удалась»

ТЮЗ имени А.Брянцева
- «Злая девушка»
- «Танец Дели», реж. Д. Волкострелов

Театр Наций
- «Три дня в аду», реж. Д. Волкострелов

Пермский театр оперы и балета
- «Cantos», реж. С. Александровский, композитор Алексей Сюмак

Центр им. Вс. Мейерхольда
- «Отель Калифорния», реж. С. Денисова

Театр на Таганке
- «1968. Новый мир», реж. Д. Волкострелов

##### Концепция
«Художник стала работать в театре благодаря „новой драме“, которая, по её словам, ставит перед человеком её профессии совершенно другие задачи, нежели те, которые обычно решает сценограф

. Современные пьесы, как утверждает Ксения, совершенно не нуждаются в художнике, который занимался бы обычным оформлением: уточнял режиссёрское видение, прорабатывал детали и придумывал, как обозначить место действия пьесы. А это значит, что его роль должна быть пересмотрена вместе с самой концепцией театрального пространства. Ксения предлагает режиссёру решение не как „stage designer“, а как „artist“ — полноправный соавтор спектакля. Сегодня она — один из самых ярких идеологов того театра, который возник на волне „новой драмы“ в начале XXI века, и пожалуй, единственный среди них идеолог-художник».

#### Участие в выставках
- Участник 1-й Московской биеннале современного искусства (2005), а также российских и зарубежных выставочных проектов.
- Персональная выставка «Ксения Перетрухина. Репетиция свободы» (Параллельная программа 5-й Московской биеннале современного искусства; куратор: Андрей Паршиков)

### Личная жизнь
- Замужем за драматургом Михаилом Дурненковым.
  - Есть сын.

### Цитаты
«Я понимала, что современное искусство это самое лучшее, что я знаю в жизни, и вот я хочу прийти в театр, дабы некоторые принципы и подходы туда перенести. На это меня вдохновила революция, которая произошла в драматургии, которая связана в России с Театром.doc. И моя мысль была такая, что те новые тексты открывают перед нами совершенно новые возможности».

## Признание
- Номинант
  - 2004 — арт-премия «Чёрный квадрат»
  - 2008 — премия Кандинского
- Лауреат
  - 2013 — национальная театральная премия «Золотая маска» (за спектакль «Злая девушка», режиссёр Дм. Волкострелов)[5].
  - 2020 — премия «Инновация» в номинации «Куратор года» (выставка «Человек размером с дом»[6] памяти Дмитрия Брусникина, Московский музей современного искусства)[7]

## Работы находятся в собраниях
- Государственный центр современного искусства, Москва
- Московский музей современного искусства, Москва

### Интервью
1. «Художник открывает рот»: Алена Карась беседует c Ксенией Перетрухиной. Расшифровка стенограммы дискуссии
2. Ксения Перетрухина: в чёрном пространстве — невероятной красоты театр (о спектакле «Пустошь»)
3. Ксения Перетрухина: «Мы отказались от позиции власти». (Интервью журналу «Театрон»)